# Błażej Poźniak
Błażej Poźniak – polski lekarz weterynarii, doktor habilitowany nauk weterynaryjnych, profesor na Uniwersytecie Przyrodniczym we Wrocławiu, specjalista od farmakologii weterynaryjnej.

## Kariera naukowa
W 2008 roku na Wydziale Medycyny Weterynaryjnej Uniwersytetu Przyrodniczy we Wrocławiu uzyskał tytuł lekarza weterynarii. W 2012 roku został zatrudniony na tejże uczelni, gdzie w tym samym roku uzyskał stopień doktora nauk weterynaryjnych na podstawie rozprawy pt. Porównanie właściwości farmakologicznych kwasu acetylosalicylowego i salicylanu sodu u kur i indyków, z uwzględnieniem działań niepożądanych, której promotorem był Marcin Świtała. W 2018 roku ta sama uczelnia nadała mu stopień doktora habilitowanego nauk weterynaryjnych na podstawie pracy pt. Ocena zmienności farmakokinetyki wybranych leków weterynaryjnych u kur i indyków w zależności od wieku, czasu podawania lub w endotoksemii.